# Gorni Dragojcza
Gorni Dragojcza (bułg. Горни Драгойча) – wieś w Bułgarii, w obwodzie Gabrowo, w gminie Drjanowo. Miejscowość jest wyludniała.